# Gustav Granath
Gustav Granath, né le 15 février 1997 à Timmersdala en Suède, est un footballeur suédois qui joue au poste de défenseur central au Hamarkameratene.

## Biographie

### Skövde AIK
Né à Timmersdala en Suède, Gustav Granath est formé par le Skövde AIK, avec lequel il joue en troisième division suédoise, faisant ses débuts dans cette compétition le 15 avril 2017, lors de la première journée de la saison 2017, face au FC Rosengård. Il entre en jeu à la place de Bubacarr Jobe (en) lors de cette rencontre remportée par son équipe (0-1 score final).

### Degerfors IF
Le 10 janvier 2019, Gustav Granath s'engage avec le Degerfors IF. Le défenseur de 21 ans signe un contrat de deux ans. 
Granath fait alors ses premiers pas dans la Superettan, la deuxième division suédoise. Il fait sa première apparition dans cette compétition le 31 mars 2019, à l'occasion de la première journée de la saison 2019, contre le Syrianska FC. Il est titularisé et son équipe l'emporte par quatre buts à un.
Il participe à la montée du club en première division, le Degerfors IF terminant deuxième de Superettan lors de la saison 2020 et promu dans l'élite du football suédois, 23 ans après l'avoir quitté,.
Le 8 décembre 2020, Granath prolonge son contrat avec Degerfors jusqu'en décembre 2023.
Granath découvre l'Allsvenskan, l'élite du football suédois, jouant son premier match lors de la première journée de la saison 2021, le 12 avril 2021 contre l'AIK Solna. Il est titulaire et son équipe s'incline par deux buts à zéro ce jour-là.

### Vejle BK
Le 13 février 2024, Gustav Granath rejoint librement le Vejle BK. Il signe un contrat jusqu'à la fin de la saison, avec une option pour deux saisons supplémentaires.
Le défenseur suédois ne joue toutefois aucun match avec le Vejle BK, étant barré par la concurrence en défense centrale, où il est le cinquième choix derrière Oliver Provstgaard, Raúl Albentosa, Denis Kolinger et Stefan Velkov (en). Il décide donc de ne pas poursuivre l'aventure avec Vejle à la fin de son contrat en juin 2024.

### Västerås SK
Gustav Granath rejoint ainsi librement le Västerås SK le 6 juillet 2024, il signe un contrat courant jusqu'à la fin de l'année. Il y retrouve notamment son frère Viktor Granath, recruté un jour plus tôt.

## Vie privée
Gustav Granath est le frère de Viktor Granath et Villiam Granath, tous deux également footballeurs. Leur cousin Philip joue aussi au football,.